# 韋什方
韋什方（？—695年），又名武什方，武周年间短暂任宰相。

## 位极人臣
延载元年（694年）六月，武则天被三个教授神秘技能的人所吸引：第一个是一个来自河内的老尼，在洛阳麟趾寺居留，自称“淨光如來佛”，能预言未来；第二个就是韦什方，是老尼的助手，来自嵩山，自称生于东吴孙权赤烏元年（238年），已经456岁了；第三个是个老胡人，自称500岁，200年前就遇见过武则天的男宠薛怀义。武则天很尊敬他们，赐韦什方武姓。七月，武则天任武什方为正諫大夫，授同鳳閣鸞臺平章事，为实质宰相。在武什方的封官诏书上，武则天强调武什方超越了黄帝年间的广成子（据传享年1200岁）和汉文帝年间的河上公（自称为《道德经》作注达1700年之久）。八月，武什方请求重回嵩山。武则天下诏免去他的一切官职，送他回嵩山。

## 急转直下
但证圣元年（695年）正月，在薛怀义因不满武则天有了新男宠御医沈南璆而心生嫉妒火烧明堂之后，武则天对三人的看法改变了。稍早时候，武什方自称能制造长生药，武则天让他乘坐官府马车去岭南收集药材。此时，那个自称能预言未来的老尼装作素食，却暗中大吃猪肉和山羊肉，手下还有百余弟子，都是年轻放荡的尼姑。明堂失火后，老尼去慰问武则天。武则天斥责她：“妳说妳能预言未来，为什么没预言这场火灾？”将老尼赶回河内，她的弟子和那个老胡人闻风而逃。

## 身亡
此后不久，尼姑们的放荡行为被报告给武则天，武则天为了诱捕她们，将老尼召回麟趾寺。当尼姑们返回时，武则天让给使突袭麟趾寺，将她们全部逮捕，没为官婢。此时，武什方正从岭南返回，在洛阳附近的偃師闻讯后，自缢而死。